# Comuna Svirj, Peremîșleanî
Svirj (în ucraineană Свірж) este o comună în raionul Peremîșleanî, regiunea Liov, Ucraina, formată din satele Hlibovîci, Hrabnîk, Kopan, Mîvseva, Pidvîsoke, Svirj (reședința) și Zadubîna.

## Demografie
Componența lingvistică a comunei Svirj
     Ucraineană (99,89%)
     Alte limbi (0,11%)
Conform recensământului din 2001, majoritatea populației comunei Svirj era vorbitoare de ucraineană (99,89%), existând în minoritate și vorbitori de alte limbi.